# NK Vinodol Novi Vinodolski
Nogometni klub Vinodol Novi Vinodolski hrvatski je nogometni klub iz Novog Vinodolskog.
U sezoni 2024./25. natječe se u 3. NL – Zapad.

## Povijest
Klub je osnovan 1923. godine kao Novljanski građanski športski klub ili NGŠK. Po završetku Drugog svjetskog rata klub se obnavlja pod imenom NK Vinodol. 1954. godine klub mijenja ime u NK Asfalt, a već 1955. u NK Novi, pa nedugo potom se opet vraća staro ime NK Vinodol.

## Vanjske poveznice
- Profil, HNS Semafor